# سیارک ۳۹۳۹
سیارک ۳۹۳۹ (به انگلیسی: 3939 Huruhata، نامگذاری:1953GO) سه هزار و نهصد و سی و نهمین سیارک کشف شده‌است که در ۷ آوریل ۱۹۵۳ و در هایدلبرگ کشف شد.
قدر مطلق سیارک برابر ۱۱٫۴۰ است.